# Breitenbach (Renânia-Palatinado)
Breitenbach é um município da Alemanha localizado no distrito de Kusel, estado da Renânia-Palatinado.
Pertence ao Verbandsgemeinde de Waldmohr.